# Segundo Alejandro Castillo
|  | No s'ha de confondre amb Segundo Castillo. |

Segundo Alejandro Castillo   (San Lorenzo, 15 de maig de 1982) és un exfutbolista equatorià de la dècada de 2000.
Fou 88 cops internacional amb la selecció de l'Equador amb la qual participà en el Mundial de 2006.
Pel que fa a clubs, defensà els colors de Club Deportivo El Nacional, Estrella Roja de Belgrad, Everton, i Wolverhampton Wanderers.